# Kamel Daoud
Kamel Daoud , nascido em 17 de junho de 1970 em Mesra, Argélia , é um escritor e jornalista franco-argelino de expressão francesa, vencedor do prémio Goncourt para o seu primeiro romance, Meursault, contre-enquête,  em 2015 . 
Em 1994  ingressou no Le Quotidien d'Oran e foi editor-chefe por oito anos. Ele também é colunista em vários meios de comunicação, incluindo Le Point , Le Monde des religions , New York Times e Liberté .
Kamel Daoud ganhou o Prêmio Goncourt, em 2024, pour seu romance sobre os anos negros na Argélia, “Houris”.

## Obras
- Meursault, contra-investigação - no original Meursault, contre-enquête (2015);
- Houris (Gallimard, 2024)